# Mario Mieli

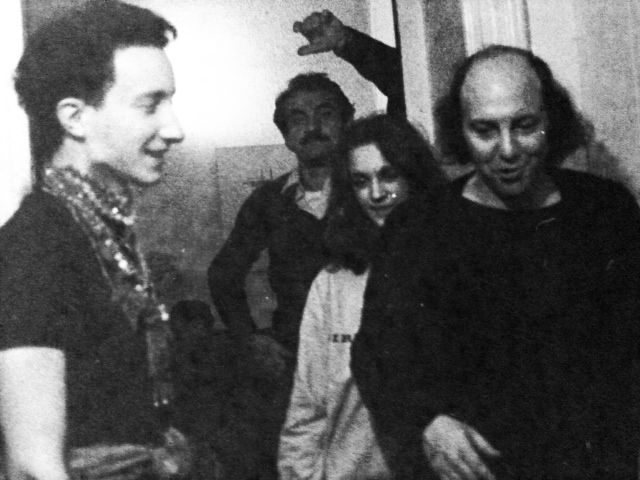
Mario Mieli (à esquerda) em 1982

Mario Mieli (Milão, 21 de maio 1952 – Milão, 12 de março 1983) foi um filósofo, ativista e escritor italiano, teórico dos Estudos de gênero. É considerado um dos fundadores do Movimento homossexual italiano, e um dos maiores teóricos do pensamento no ativismo homossexual italiano. Ligado ao Marxismo revolucionário, é conhecido principalmente como epônimo do Circolo di cultura omosessuale Mario Mieli (tradicional grupo LGBTQIA+ situado na cidade de Roma), pelo seu livro Elements of Homosexual Criticism publicado em sua primeira edição pela editora Einaudi em 1977 e Por um comunismo transexual publicado no Brasil pela Editora Boitempo em 2023.
Como nenhum outro, Mieli representa a emergência de um ativismo queer, radical e teoricamente comprometido na Itália da década de 1970. Foi reconhecido não só pela sua acuidade intelectual, mas também pela sua atitude provocativa, especialmente na vida pública.

## Biografia
Mario Mieli nasceu em Milão em 21 de maio de 1952. Morou na zona rural perto de Como (norte da Itália) até os 16 anos. Em 1968 voltou para Milão e participou das atividades do movimento até 1971, quando foi para a Inglaterra, onde começou a participar da Frente de Libertação Gay. Nos anos seguintes cuidou do FUORI! [ Fronte Unitario Omosessuale Rivoluzionario Italiano ] ( Frente Revolucionária Homossexual Unitária Italiana ) em Milão, até 1974, quando este grupo se juntou ao Partido Radical e, por isso, afastou-se, porque não concordava com nenhuma política em geral. Mario Mieli acreditava na possibilidade de mudar completamente o mundo, mas sabia que para mudá-lo não era só através da política, mas através de “outra coisa”. Posteriormente participou na atividade dos COM [Collettivi Omosessuali Milanesi] (Coletivos Homossexuais Milaneses): entre outras coisas, com um grupo COM, "Nostra Signora dei Fiori", participou na produção de um espetáculo teatral, intitulado La Traviata Norma, do qual também foi impresso um livro publicado por Erba Desideri, com o mesmo título. Em 1976 Mario Mieli escreveu Elements of Homosexual Criticism, que é uma reescrita da sua tese em Filosofia moral. Livro que foi publicado posteriormente em 1977 pela Einaudi.
Mieli é um legítimo representante da geração que é fruto do cruzamento entre o Maio francês de 1968 e a Revolta de Stonewall, nos Estados Unidos, em 1969. Ambos episódios demarcaram uma refundação do movimento LGBTQIA+, que foi abandonando a perspectiva assimilacionista e reformista para assumir uma postura radical de subverter as ordens social e sexual.
Uma onda de grupos LGBTQIA+ revolucionários e com afinidades com os marxismos da época emergiram em diversas partes do mundo. Na Itália, é criado o Fuori! (Fronte Unitario Omosessuale Rivoluzionario Italiano), do qual Mieli é um dos fundadores.
É interessante observar que, apesar de os teóricos reproduzirem uma visão comum da época, seria equivocado condenar todo o marxismo como indelevelmente contaminado por um vício homofóbico de origem. Um olhar mais atento revela como essa já longeva tradição foi atravessada pelas reivindicações de liberdade sexual em diferentes contextos e países. Um exemplo disso é o livro Por um comunismo transexual, de Mario Mieli, publicado em 1977 e que chega aos leitores brasileiros em 2023, pela Editora Boitempo.
Seu livro pode ser lido como um autêntico manifesto de toda essa geração mais radical que buscou conjugar, na teoria e na prática, a libertação sexual com a luta pelo socialismo. Isso não significa dizer que possa ser reduzido a um panfleto dogmático. Ao contrário, há uma sofisticação conceitual e uma leitura provocativa sobre como marxismo e psicanálise podem — ou não — dar conta dos desafios no campo do gênero e da sexualidade.
Mieli dialoga direta e persistentemente com Freud e Marx, mas também com Jung, Reich e Ferenczi. Suas críticas à psicanálise, aliás, são implacáveis, ainda que ele assuma uma teoria do sujeito que passa por uma condição original e universal de bissexualidade, de hermafroditismo, de intersexualidade e de transexualidade. Todos esses termos aparecem com sentidos assemelhados, compondo a natureza de todos os seres humanos, que é corrompida (ou “educastrada”) pela repressão e tabus da sociedade: “a Norma heterossexual”.
Vale perguntar por que demorou tanto para esse trabalho instigante, Por um comunismo transexual, ter chegado ao Brasil. Algumas hipóteses podem ser consideradas. Mieli morreu cedo, se suicidando quando tinha só trinta anos e não tomou contato com os momentos da virada construcionista que assolou os estudos de gênero e sexualidade e que desembocaria, já na década de 90, na teoria queer.
Foucault, um dos mais notáveis representantes teóricos e propulsores dessa onda do construcionismo, publicou seu hoje clássico livro História da sexualidade: a vontade de saber em 1976, quase simultaneamente à publicação da obra de Mieli. Talvez por se desalinhar e até se contrapor (mesmo sem ter havido diálogo entre ambos) à perspectiva foucaultiana, o trabalho do revolucionário italiano tenha ficado marginalizado.

## Pensamento
Uma das ideias marcantes de Mario Mieli, grosso modo, poder ser sintetizado nessa sua fala: "somente liberando a sexualidade podemos entender porque ela foi reprimida por tanto tempo. É muito difícil estabelecer o que é, se esse algo é reprimido". O mais importante é a prática da libertação, que é seguida de um raciocínio consistente, que pode favorecer a prática posterior.
Mieli acreditava que este nosso mundo está destinado ao fim. E possivelmente, esse fim será o resultado de uma catástrofe nuclear se os chefes de Estado forem tão loucos como, por exemplo, Hitler e Mussolini. Uma guerra nuclear que pode destruir o planeta ou produzir uma catástrofe ecológica. Mieli não via alternativa a esta possível catástrofe, exceto na criação de uma sociedade em que todos os seres humanos recuperem os meios de produção, criando novas formas de fazer as coisas e condições necessárias para desenvolver uma vida livre e em harmonia entre todos. Nessa perspectiva, Mario Mieli também afirmou que se considerava marxista e, ao mesmo tempo, não marxista, pois, segundo o que ele disse: "acho que o que Marx imaginou como comunismo sempre foi mal compreendido. Marx usou a expressão hegeliana 'reino da liberdade' para definir o comunismo e, acima de tudo, viu-o como uma condição inevitável (de acordo com Marx) para a criação do comunismo, a realização de um novo modo de produção, que nada tinha a ver com o modo de produção capitalista. É por isso que me chamo marxista, se assim for definido, e também não marxista, porque considero que todos os marxistas que vieram depois de Marx, nem mesmo com a exceção de Lénine, são deformadores da teoria marxista. Portanto, considero o comunismo, que espero que possa ser realizado no planeta, de uma forma muito mais semelhante ao de Marx do que ao dos marxistas".
Colocando a sexualidade como tema para uma visão marxista, Mieli entende a libertação homossexual como uma das condições necessárias para a realização de uma sociedade harmoniosa, porque muita violência advém da eliminação forçada do desejo homossexual. Há competitividade e competição que advém da repressão dos componentes sexuais em nós. Portanto, afirmou Mieli, "acredito que para criar uma sociedade harmoniosa é impossível continuar a reprimir a sexualidade, como fazemos hoje, embora não acredite que a libertação da homossexualidade por si só seja uma garantia para a criação de um mundo harmonioso, na verdade, acredito que é possível libertar a homossexualidade, ou outras formas de repressão no contexto da sociedade capitalista, de forma comercializada [...] Posso dizer-vos que sou a favor de que qualquer luta seja levada a cabo da forma mais completa possível contra as formas de comercialização ou falsa libertação da homossexualidade e outras chamadas 'perversões'".
Já as ressonâncias de seu livro Elements of Homosexual Criticism, publicado originalmente em 1977 por Einaudi, rapidamente o estabeleceu como um dos fundadores do movimento de libertação homossexual na Itália e uma figura inevitável no pensamento crítico europeu. A questão central do seu trabalho era simples, porém provocativa: por que é que a sociedade marginaliza e reprime o comportamento homossexual? O que se segue no livro seria uma análise detalhada de como o funcionamento da sociedade capitalista depende da superadaptação conformista aos comportamentos heterossexuais e do complexo institucional que garante a sua natureza: o casamento, a herança e a reprodução da vida familiar. Sua obra poderia ser considerada uma leitura erótica de Marx, e especialmente de Kingsey.
Mario Mieli foi um defensor expresso do que outros chamariam mais tarde de “novo utopismo sexual”: uma filosofia política que visava contra a rigidez da normalidade heterossexual que operava, a seu ver, a partir da remoção de todos os componentes instáveis do espectro erótico da condição humana. O seu trabalho conectou, ao mesmo tempo, o reconhecimento de um valor subversivo na experiência trans, os movimentos de libertação das mulheres e uma crítica direta a todos os mecanismos psíquicos, culturais e políticos que visam a repressão do desejo homossexual.
A intensidade do seu pensamento também pode ser compreendida sob os efeitos do seu distanciamento do FUÓRI! em 1974, quando decidiram envolver-se na política partidária. Também pode ser localizado o seu desconfortável trabalho de apontar, criticar e confrontar o que ele observou como uma rápida dessexualização do espírito revolucionário e uma pronta normalização institucionalizadora do ativismo libertacionista que estava a começar a ceder às noções comercializadas da liberdade da identidade gay.
Grosso modo, em vez de alocar no desvio a condição da homossexualidade ou da transexualidade, Mieli assume que a emancipação só será possível com a libertação total do desejo homoerótico carregado por todos. O que seria exceção se torna regra e o único caminho para a utopia da sociedade comunista.

## A polêmica sobre a pedofilia
Mario Mieli é acusado de ser pedófilo, mas isso é preciso ser elucidado: Mieli chegou a se explicar sobre a pedofilia, referindo-se a algumas considerações de Freud que ainda estavam no centro dos estudos psicológicos da época, em particular aquelas relativas ao complexo de Édipo. Para ser verdadeiramente compreendido, as explicações de Mieli devem estar inseridas no amplo debate da época sobre a sexualidade infantil, numa época em que a homossexualidade ainda era vista como doença mental e confundida com pedofilia. Também cabe destacar que foi apenas no final da década de 1980 que o abuso sexual de crianças passou a fazer parte das leis internacionais e foi unanimemente considerado como crimes de particular gravidade e que a pedofilia começou a ser distinguida da homossexualidade.
As crianças, segundo o pensamento de Mieli, poderiam “libertar-se” dos preconceitos sociais e encontrar a concretização da sua “perversidade poliforme” graças aos adultos conscientes das afirmações acima.

## Obras
Elements of Homosexual Criticism (Einaudi, 1977).
Por um comunismo transexual (Boitempo, 2023).